# 茨城県立水戸飯富特別支援学校
茨城県立水戸飯富特別支援学校（いばらきけんりつ みといいとみとくべつしえんがっこう）は、茨城県水戸市飯富町にある公立特別支援学校。

## 概要
茨城県立水戸飯富特別支援学校は、知的障害を持つ児童生徒に教育を施すため1985年4月に開校した。2015年度現在での児童生徒数は256人。

## 学校の特徴
- 屋上にプールを設置した校舎がある。
- ICTを用いた教育に長けており実践が豊富。

## 設置学部
- 小学部
- 中学部
- 高等部

## 沿革
- 1984年
  - 10月8日 - 茨城県立水戸飯富養護学校設置
  - 10月9日 - 勝田養護学校内に開設準備室設置
- 1985年4月1日 - 茨城県立水戸飯富養護学校開校
- 1986年4月1日 - 高等部設置
- 2012年4月1日 - 校名を茨城県立水戸飯富特別支援学校に変更

## 校訓
- あかるく・なかよく・たくましく